# Kostuszyn-Kolonia
Kostuszyn-Kolonia – kolonia w Polsce położona w województwie podlaskim, w powiecie wysokomazowieckim, w gminie Ciechanowiec.
W latach 1975–1998 miejscowość administracyjnie należała do województwa łomżyńskiego.
Wierni kościoła rzymskokatolickiego należą do parafii Trójcy Przenajświętszej w Ciechanowcu.

## Historia
W roku 1921 folwark Kostusin. Naliczono tu 4 budynki z przeznaczeniem mieszkalnym oraz 40. mieszkańców (23. mężczyzn i 17 kobiet). Wszyscy zgłosili narodowość polską. Wyznanie rzymskokatolickie zadeklarowało 25 osób a prawosławne 15.